# (6724) 1991 CX5
1991 سي أكس 5 (ويعرف أيضًا باسم (6724) 1991 سي أكس 5 وفق تسمية الكوكب الصغير) (بالإنجليزية: 1991 CX5)‏ هو كويكب ضمن حزام الكويكبات؛ وترتيبه 6724 من حيث الاكتشاف.
اكتُشف هذا الجُرم الفلكي بواسطة هيروشي كانيدا في 4 فبراير 1991.

## وصلات خارجية
- (6724) 1991 CX5 في قاعدة بيانات مختبر الدفع النفاث لأجرام النظام الشمسي الصغيرة

- الاكتشاف · مخطط المدار ·  العناصر المدارية · المعلمات المادية

- (6724) 1991 CX5 على موقع ويكي سكاي: DSS2, SDSS, GALEX, IRAS, Hydrogen α, X-Ray, Astrophoto, Sky Map, Articles and images